# FIA Motorsport Games 2022
Navigation
Édition précédente Édition suivante
Les FIA Motorsport Games 2022 sont la 2e édition des FIA Motorsport Games, organisé du 26 au 30 octobre 2022 à Marseille.

## Sites
Le coup d'envoie des FIA Motorsport Games est donné à Marseille. Les épreuves sur circuit sont organisés sur le Circuit Paul Ricard, les épreuves de Cross Car sur l'Autocross Veynois, tandis que les spéciales du rallye se dérouleront au sein du massif de la Sainte-Baume. La cérémonie d'ouverture aura lieu au Mucem.
| \| Marseille Circuit Paul Ricard Autocross Veynois \| |
| Marseille Circuit Paul Ricard Autocross Veynois       |

| Marseille Circuit Paul Ricard Autocross Veynois |

## Disciplines
Dix-sept disciplines étaient initialement au programme pour cette deuxième édition, mais l'épreuve d'endurance LMP3 est finalement annulée. Les seize épreuves couvrent les disciplines suivantes : Slalom, Cross car (junior et senior), Drift, Esport, Formule 4, GT (sprint et endurance), Rallye (Rally2, Rally4 et Historique), Karting (endurance, slalom, sprint junior et sprint senior), Tourisme.

## Épreuves

### Auto Slalom

#### Réglementation
Chaque nation est représenté par un binôme masculin/féminin, âgé d'au moins 16 ans. L'épreuve se dispute sur une Opel Corsa e Rally. Chaque pilote doit réaliser deux parcours. Sur chaque parcours, le pilote a trois passages : un premier de reconnaissance, puis deux de compétition. Après une première phase où toutes les nations participent, les seize meilleurs s'affrontent en phases finales.

#### Engagés
| Nation           | Pilote A            | Pilote B                 |
| ---------------- | ------------------- | ------------------------ |
|                  | Claire Schonborn    | Marcel Hellberg          |
|                  | Roberto Takashima   | Andrea Takashima         |
|                  | Sara Kaluzinska     | Daniel Dymurski          |
| Drapeau du Népal | Anil Kumar Baral    | Jiswan Tuladhar Shrestha |
|                  | Vytis Paulikonis    | Evelina Drilingiene      |
|                  | Mevludi Meladze     | Irine Onashvili          |
|                  | Lyssia Baudet       | Dylan Czaplicki          |
|                  | Kattlyn Magno       | Bruno Pierozan           |
|                  | Andrii Yaromenko    | Tetiana Kaduchenko       |
|                  | Chun Ta Lin         | Yu Ru Shen               |
|                  | Prateek Dalal       | Pragathi Balaramegowda   |
|                  | Maija Stakena       | Toms Ozols               |
|                  | Hanna Lisette Aabna | Kevin Lempu              |
|                  | Paige de Jager      | Warren Justin Barkhuizen |
|                  | Miguel Garcia       | Laura Aparicio           |
|                  | Laura Christmas     | Mark King                |
|                  | Dominik Suryn       | Dagmar Kamas Belikova    |
|                  | Olim Akhmadjanov    | Sabina Atadjanova        |
|                  | David Nemcek        | Michaela Dorcikova       |
|                  | Martin Bognar       | Tunde Deak               |
|                  | Ermira Topalli      | Valon Jaha               |
|                  | Iva Damarija        | Nenad Damarija           |
|                  | Yuval Ravitz        | Tal Sarig                |
|                  | Nejc Trcek          | Rebeka Kobal             |
|                  | Gia Bao Nguyen      | Kristian Bela Somogyi    |

#### Phase qualificative
| Pos. | Total          |
| ---- | -------------- |
| 1    | 4 min 52 s 992 |
| 2    | 4 min 55 s 826 |
| 3    | 5 min 11 s 057 |
| 4    | 5 min 12 s 954 |
| 5    | 5 min 13 s 624 |
| 6    | 5 min 15 s 713 |
| 7    | 5 min 15 s 798 |
| 8    | 5 min 16 s 868 |
| 9    | 5 min 24 s 160 |
| 10   | 5 min 26 s 818 |
| 11   | 5 min 29 s 581 |
| 12   | 5 min 36 s 693 |
| 13   | 5 min 38 s 046 |
| 14   | 5 min 38 s 223 |
| 15   | 5 min 41 s 119 |
| 16   | 5 min 44 s 503 |
| 17   | 5 min 45 s 713 |
| 18   | 5 min 50 s 444 |
| 19   | 6 min 13 s 303 |
| 20   | 6 min 14 s 177 |
| 21   | 6 min 30 s 189 |
| 22   | 7 min 07 s 240 |
| 23   | 7 min 16 s 172 |
| 24   | 7 min 59 s 581 |
| 25   | 8 min 44 s 421 |

#### Phases finales
|  | Huitièmes de finale | Huitièmes de finale |         |                        | Quarts de finale       | Quarts de finale |  |  | Demi-finales | Demi-finales |  |  | Finale | Finale |
|  | Huitièmes de finale | Huitièmes de finale |         |                        | Quarts de finale       | Quarts de finale |  |  | Demi-finales | Demi-finales |  |  | Finale | Finale |
|  |                     |                     |         |                        |                        |                  |  |  |              |              |  |  |        |        |
|  |                     |                     |         |                        |                        |                  |  |  |              |              |  |  |        |        |
|  |                     |                     |         |                        |                        |                  |  |  |              |              |  |  |        |        |
|  | Allemagne           |                     |         |                        |                        |                  |  |  |              |              |  |  |        |        |
|  |                     |                     |         |                        |                        |                  |  |  |              |              |  |  |        |        |
|  | Pérou               |                     |         |                        |                        |                  |  |  |              |              |  |  |        |        |
|  | Allemagne           |                     |         |                        |                        |                  |  |  |              |              |  |  |        |        |
|  |                     |                     |         |                        |                        |                  |  |  |              |              |  |  |        |        |
|  |                     | Tchéquie            |         |                        |                        |                  |  |  |              |              |  |  |        |        |
|  | Belgique            |                     |         |                        |                        |                  |  |  |              |              |  |  |        |        |
|  |                     |                     |         |                        |                        |                  |  |  |              |              |  |  |        |        |
|  | Tchéquie            |                     |         |                        |                        |                  |  |  |              |              |  |  |        |        |
|  | Allemagne           |                     |         |                        |                        |                  |  |  |              |              |  |  |        |        |
|  |                     |                     |         |                        |                        |                  |  |  |              |              |  |  |        |        |
|  |                     | Géorgie             |         |                        |                        |                  |  |  |              |              |  |  |        |        |
|  | Hongrie             |                     |         |                        |                        |                  |  |  |              |              |  |  |        |        |
|  |                     |                     |         |                        |                        |                  |  |  |              |              |  |  |        |        |
|  | Afrique du Sud      |                     |         |                        |                        |                  |  |  |              |              |  |  |        |        |
|  | Hongrie             |                     |         |                        |                        |                  |  |  |              |              |  |  |        |        |
|  |                     |                     |         |                        |                        |                  |  |  |              |              |  |  |        |        |
|  |                     | Géorgie             |         |                        |                        |                  |  |  |              |              |  |  |        |        |
|  | Géorgie             |                     |         |                        |                        |                  |  |  |              |              |  |  |        |        |
|  |                     |                     |         |                        |                        |                  |  |  |              |              |  |  |        |        |
|  | Kosovo              |                     |         |                        |                        |                  |  |  |              |              |  |  |        |        |
|  | Allemagne           |                     |         |                        |                        |                  |  |  |              |              |  |  |        |        |
|  |                     |                     |         |                        |                        |                  |  |  |              |              |  |  |        |        |
|  |                     | Slovaquie           |         |                        |                        |                  |  |  |              |              |  |  |        |        |
|  | Israël              |                     |         |                        |                        |                  |  |  |              |              |  |  |        |        |
|  |                     |                     |         |                        |                        |                  |  |  |              |              |  |  |        |        |
|  | Royaume-Uni         |                     |         |                        |                        |                  |  |  |              |              |  |  |        |        |
|  | Israël              |                     |         |                        |                        |                  |  |  |              |              |  |  |        |        |
|  |                     |                     |         |                        |                        |                  |  |  |              |              |  |  |        |        |
|  |                     | Slovaquie           |         |                        |                        |                  |  |  |              |              |  |  |        |        |
|  | Slovaquie           |                     |         |                        |                        |                  |  |  |              |              |  |  |        |        |
|  |                     |                     |         |                        |                        |                  |  |  |              |              |  |  |        |        |
|  | Pologne             |                     |         |                        |                        |                  |  |  |              |              |  |  |        |        |
|  | Slovaquie           |                     |         |                        |                        |                  |  |  |              |              |  |  |        |        |
|  |                     |                     |         |                        |                        |                  |  |  |              |              |  |  |        |        |
|  |                     | Croatie             |         |                        |                        |                  |  |  |              |              |  |  |        |        |
|  | Lettonie            |                     |         |                        |                        |                  |  |  |              |              |  |  |        |        |
|  |                     |                     |         |                        |                        |                  |  |  |              |              |  |  |        |        |
|  | Ukraine             |                     |         | Match pour la 3e place | Match pour la 3e place |                  |  |  |              |              |  |  |        |        |
|  | Ukraine             | Lettonie            |         | Match pour la 3e place | Match pour la 3e place |                  |  |  |              |              |  |  |        |        |
|  |                     |                     |         |                        |                        |                  |  |  |              |              |  |  |        |        |
|  |                     | Croatie             |         |                        |                        |                  |  |  |              |              |  |  |        |        |
|  | Lituanie            |                     | Géorgie |                        |                        |                  |  |  |              |              |  |  |        |        |
|  | Lituanie            |                     |         |                        |                        |                  |  |  |              |              |  |  |        |        |
|  | Croatie             |                     |         | Croatie                |                        |                  |  |  |              |              |  |  |        |        |
|  | Croatie             |                     |         | Croatie                |                        |                  |  |  |              |              |  |  |        |        |

### Cross Car Junior

#### Réglementation
Chaque nation peut engager un seul pilote, âgé de 13 à 16 ans. La FIA choisira un modèle unique pour la compétition, spécialement conçu pour le règlement Cross Car Junior. Après une session qualificative, les concurrents participent à des manches de poules. Les 16 meilleurs concurrents à l'issue des poules sont qualifiés pour participer à l'une des deux demi-finales. Les quatre premiers de chaque demi-finale sont qualifiés en finale.

#### Engagés
| N°  | Pilotes              |
| --- | -------------------- |
| 103 | Samuel Drews         |
| 105 | Nikita Botuk         |
| 106 | Kristof Csuti        |
| 108 | Armin Raag           |
| 109 | Corey Padgett        |
| 110 | Etan Pepujol         |
| 111 | Romuald Demelenne    |
| 112 | Can Alakoc           |
| 117 | Nathan Ottink        |
| 118 | Diego Martinez       |
| 120 | Juan Manuel Grigera  |
| 154 | Eirik Steinsholt     |
| 171 | Guilherme Matos      |
| 199 | Alexander Gustafsson |

#### Phase qualificative
| Pos. | no  | Pilote               | Course 1 | Course 2 | Course 3 | Points |
| ---- | --- | -------------------- | -------- | -------- | -------- | ------ |
| 1    | 110 | Etan Pepujol         | 2        | 1        | 2        | 2      |
| 2    | 111 | Romuald Demelenne    | 1        | 4        | 1        | 2      |
| 3    | 199 | Alexander Gustafsson | 4        | 3        | 4        | 4      |
| 4    | 154 | Eirik Steinsholt     | 5        | 2        | 5        | 4      |
| 5    | 117 | Nathan Ottink        | 3        | 6        | 3        | 4      |
| 6    | 103 | Samuel Drews         | 6        | 7        | 8        | 7      |
| 7    | 118 | Diego Martinez       | 8        | 5        | 9        | 7      |
| 8    | 171 | Guilherme Matos      | 7        | 10       | 7        | 8      |
| 9    | 120 | Juan Manuel Grigera  | 12       | 11       | 6        | 9      |
| 10   | 108 | Armin Raag           | 9        | 8        | 10       | 9      |
| 11   | 106 | Kristof Csuti        | 10       | 9        | 12       | 10     |
| 12   | 112 | Can Alakoc           | 11       | 13       | 11       | 13     |
| 13   | 109 | Corey Padgett        | 13       | 12       | 13       | 13     |

#### Demi-finales
| Pos. | no  | Pilote               | Tours | Temps/Abandon  |
| ---- | --- | -------------------- | ----- | -------------- |
| 1    | 117 | Nathan Ottink        | 6     | 4 min 35 s 040 |
| 2    | 199 | Alexander Gustafsson | 6     | + 1 s 295      |
| 3    | 118 | Diego Martinez       | 6     | + 4 s 800      |
| 4    | 109 | Corey Padgett        | 6     | + 18 s 514     |
| 5    | 106 | Kristof Csuti        | 6     | + 21 s 205     |
| 6    | 110 | Etan Pepujol         | 5     | + 1 tour       |
| 7    | 120 | Juan Manuel Grigera  | 5     | + 1 tour       |

| Pos. | no  | Pilote            | Tours | Temps/Abandon  |
| ---- | --- | ----------------- | ----- | -------------- |
| 1    | 111 | Romuald Demelenne | 6     | 4 min 32 s 541 |
| 2    | 154 | Eirik Steinsholt  | 6     | + 2 s 215      |
| 3    | 103 | Samuel Drews      | 6     | + 2 s 995      |
| 4    | 108 | Armin Raag        | 6     | + 6 s 967      |
| 5    | 112 | Can Alakoc        | 6     | + 9 s 886      |
| 6    | 171 | Guilherme Matos   | 6     | + 12 s 005     |

#### Course principale
| Pos.               | no  | Pilote               | Tours | Temps/Abandon  |
| ------------------ | --- | -------------------- | ----- | -------------- |
| Médaille d'or      | 117 | Nathan Ottink        | 7     | 5 min 13 s 390 |
| Médaille d'argent  | 199 | Alexander Gustafsson | 7     | + 1 s 528      |
| Médaille de bronze | 111 | Romuald Demelenne    | 7     | + 2 s 654      |
| 4                  | 108 | Armin Raag           | 7     | + 5 s 566      |
| 5                  | 118 | Diego Martinez       | 7     | + 7 s 151      |
| 6                  | 103 | Samuel Drews         | 7     | + 8 s 241      |
| 7                  | 154 | Eirik Steinsholt     | 7     | + 12 s 439     |
| 8                  | 109 | Corey Padgett        | 7     | + 15 s 313     |

### Cross Car Senior

#### Réglementation
Chaque nation peut engager un seul pilote. Les pilotes peuvent choisir librement un véhicule de la catégorie Cross Car, 2 roues motrices, jusqu'à 850 cm3 de cylindrée. Après une session qualificative, les concurrents participent à des manches de poules. Les 20 meilleurs concurrents à l'issue des poules sont qualifiés pour participer à l'une des deux demi-finales. Les cinq premiers de chaque demi-finale sont qualifiés en finale.

#### Engagés
| N° | Pilotes              | Véhicules           |
| -- | -------------------- | ------------------- |
| 2  | Patrick Halberg      | K3 - Yamaha         |
| 3  | David Meat           | K3 - Yamaha         |
| 4  | Reinis Nitišs        | K3 - Yamaha         |
| 5  | Daniel Rooke         | YaCarCross - Suzuki |
| 7  | Tim Braumüller       | Life Live - Yamaha  |
| 8  | Jari van Hoof        | Bullet - Yamaha     |
| 9  | Adam Kotaska         | K3 - Yamaha         |
| 10 | Simone Firenze       | Semog - Yamaha      |
| 11 | Tomi Barati          | Mygale - Yamaha     |
| 12 | Martin Juga          | Speedcar - Yamaha   |
| 14 | Gentjan Shaqiri      | K3 - Suzuki         |
| 15 | Kerem Kazaz          | Life Live - Yamaha  |
| 16 | Ole Henry Steinsholt | Life Live - Yamaha  |
| 22 | Kobe Pauwels         | Life Live - Yamaha  |
| 39 | Ivan Pina-Chinchilla | Semog - Suzuki      |
| 93 | Maciej Laskowski     | Semog - Yamaha      |

#### Phase qualificative
| Pos. | no | Pilote               | Course 1 | Course 2 | Course 3 | Points |
| ---- | -- | -------------------- | -------- | -------- | -------- | ------ |
| 1    | 2  | Patrick Halberg      | 1        | 2        | 1        | 2      |
| 2    | 3  | David Meat           | 2        | 1        | 6        | 2      |
| 3    | 39 | Ivan Pina-Chinchilla | 6        | 3        | 2        | 3      |
| 4    | 16 | Ole Henry Steinsholt | 3        | 4        | 3        | 4      |
| 5    | 10 | Simone Firenze       | 4        | 5        | 4        | 4      |
| 6    | 4  | Reinis Nitišs        | 7        | 6        | 7        | 7      |
| 7    | 22 | Kobe Pauwels         | 5        | 7        | 10       | 7      |
| 8    | 8  | Jari van Hoof        | 10       | 8        | 11       | 9      |
| 9    | 7  | Tim Braumüller       | 8        | 9        | 12       | 9      |
| 10   | 9  | Adam Kotaska         | 11       | 14       | 5        | 9      |
| 11   | 12 | Martin Juga          | 12       | 11       | 8        | 10     |
| 12   | 11 | Tomi Barati          | 9        | 10       | 16       | 10     |
| 13   | 93 | Maciej Laskowski     | 13       | 12       | 9        | 11     |
| 14   | 15 | Kerem Kazaz          | 14       | 13       | 14       | 15     |
| 15   | 14 | Gentjan Shaqiri      | 15       | 15       | 13       | 19     |
| NC.  | 5  | Daniel Rooke         | DNS      | DNS      | DNS      | 100    |

#### Demi-finales
| Pos. | no | Pilote               | Tours | Temps/Abandon  |
| ---- | -- | -------------------- | ----- | -------------- |
| 1    | 39 | Ivan Pina-Chinchilla | 6     | 4 min 47 s 990 |
| 2    | 10 | Simone Firenze       | 6     | + 1 s 812      |
| 3    | 2  | Patrick Halberg      | 6     | + 7 s 878      |
| 4    | 12 | Martin Juga          | 6     | + 8 s 106      |
| 5    | 93 | Maciej Laskowski     | 6     | + 8 s 904      |
| 6    | 22 | Kobe Pauwels         | 6     | + 9 s 710      |
| 7    | 7  | Tim Braumüller       | 6     | + 20 s 703     |
| 8    | 14 | Gentjan Shaqiri      | 6     | + 27 s 148     |

| Pos. | no | Pilote               | Tours | Temps/Abandon  |
| ---- | -- | -------------------- | ----- | -------------- |
| 1    | 3  | David Meat           | 6     | 4 min 22 s 566 |
| 2    | 8  | Jari van Hoof        | 6     | + 14 s 528     |
| 3    | 16 | Ole Henry Steinsholt | 6     | + 18 s 998     |
| 4    | 11 | Tomi Barati          | 6     | + 20 s 163     |
| 5    | 15 | Kerem Kazaz          | 6     | + 30 s 758     |
| Abd. | 4  | Reinis Nitišs        | 0     |                |
| Abd. | 9  | Adam Kotaska         | 0     |                |

#### Course principale
| Pos.               | no | Pilote               | Tours | Temps/Abandon  |
| ------------------ | -- | -------------------- | ----- | -------------- |
| Médaille d'or      | 3  | David Meat           | 7     | 5 min 04 s 642 |
| Médaille d'argent  | 39 | Ivan Pina-Chinchilla | 7     | + 2 s 413      |
| Médaille de bronze | 2  | Patrick Halberg      | 7     | + 6 s 118      |
| 4                  | 10 | Simone Firenze       | 7     | + 9 s 191      |
| 5                  | 8  | Jari van Hoof        | 7     | + 13 s 332     |
| 6                  | 12 | Martin Juga          | 7     | + 13 s 791     |
| 7                  | 16 | Ole Henry Steinsholt | 7     | + 15 s 135     |
| 8                  | 11 | Tomi Barati          | 7     | + 15 s 770     |
| 9                  | 93 | Maciej Laskowski     | 7     | + 16 s 898     |
| 10                 | 15 | Kerem Kazaz          | 7     | + 30 s 862     |

### Drift

#### Réglementation
Chaque nation peut engager un pilote, au volant d'un véhicule répondant à la catégorie FIA DC1. Après une session d'essais, les pilotes s'affrontent en phase qualificative. À la suite des qualifications, les concurrents s'affrontent en phase finale.

#### Engagés
| N°  | Pilotes            | Voiture            |
| --- | ------------------ | ------------------ |
| 1   | Dmitro Illiuk      | Nissan 200SX       |
| 2   | Juha Pöytälaakso   | BMW M3             |
| 3   | João Vieira        | BMW E46            |
| 4   | Zanil Satar        | Toyota GT86        |
| 5   | Nicolas Maunoir    | Nissan Silvia S15  |
| 11  | Kevin Pesur        | BMW M2             |
| 14  | Calin Ciortan      | Nissan S13.5       |
| 17  | Gerson Junginger   | BMW Z3             |
| 19  | Manuel Vacca       | BMW M3 E36         |
| 20  | Mikael Johansson   | BMW M3 E46         |
| 27  | Alejandro Perez    | BMW E46            |
| 33  | Rick van Goethem   | Nissan Skyline R33 |
| 34  | Timur Pomak        | BMW PO-MACH92      |
| 36  | George Lagos       | BMW M3 E36         |
| 55  | Marco Zakouřil     | BMW M2             |
| 61  | Martin Richards    | Nissan Skyline R32 |
| 62  | Pieter van Hoorick | BMW E46            |
| 69  | Odd-Helge Helstad  | Nissan S14         |
| 71  | Ali Makhseed       | Nissan S13.5       |
| 75  | Péter Utasi        | BMW F22            |
| 80  | Kristaps Blušs     | BMW E92            |
| 83  | Rohan van Riel     | BMW M6 E63         |
| 84  | Ka Ki Charles Ng   | BMW E92            |
| 86  | Jakub Przygoński   | Toyota GR86        |
| 93  | Benediktas Čirba   | BMW E92            |
| 111 | Nodari Kodua       | BMW 1M Serie       |
| 130 | Jason Banet        | BMW 1M Serie       |
| 333 | Rodrigo Gallo      | BMW E36            |
| 360 | Daniel Brandner    | Nissan Silvia      |
| 808 | Mikkel Overgaard   | Nissan S15         |

#### Qualifications
| Pos. | N°  | Pilotes            | Voiture            | Points |
| ---- | --- | ------------------ | ------------------ | ------ |
| 1    | 86  | Jakub Przygoński   | Toyota GR86        | 98     |
| 2    | 61  | Martin Richards    | Nissan Skyline R32 | 92     |
| 3    | 71  | Ali Makhseed       | Nissan S13.5       | 91     |
| 4    | 93  | Benediktas Čirba   | BMW E92            | 89     |
| 5    | 69  | Odd-Helge Helstad  | Nissan S14         | 89     |
| 6    | 130 | Jason Banet        | BMW 1M Serie       | 88     |
| 7    | 14  | Calin Ciortan      | Nissan S13.5       | 88     |
| 8    | 111 | Nodari Kodua       | BMW 1M Serie       | 86     |
| 9    | 808 | Mikkel Overgaard   | Nissan S15         | 85     |
| 10   | 83  | Rohan van Riel     | BMW M6 E63         | 83     |
| 11   | 36  | George Lagos       | BMW M3 E36         | 82     |
| 12   | 80  | Kristaps Blušs     | BMW E92            | 82     |
| 13   | 75  | Péter Utasi        | BMW F22            | 81     |
| 14   | 84  | Ka Ki Charles Ng   | BMW E92            | 81     |
| 15   | 11  | Kevin Pesur        | BMW M2             | 80     |
| 16   | 20  | Mikael Johansson   | BMW M3 E46         | 79     |
| 17   | 2   | Juha Pöytälaakso   | BMW M3             | 78     |
| 18   | 19  | Manuel Vacca       | BMW M3 E36         | 75     |
| 19   | 33  | Rick van Goethem   | Nissan Skyline R33 | 74     |
| 20   | 5   | Nicolas Maunoir    | Nissan Silvia S15  | 72     |
| 21   | 360 | Daniel Brandner    | Nissan Silvia      | 72     |
| 22   | 333 | Rodrigo Gallo      | BMW E36            | 64     |
| 23   | 55  | Marco Zakouřil     | BMW M2             | 62     |
| 24   | 3   | João Vieira        | BMW E46            | 61     |
| 25   | 27  | Alejandro Perez    | BMW E46            | 58     |
| 26   | 4   | Zanil Satar        | Toyota GT86        | 56     |
| 27   | 62  | Pieter van Hoorick | BMW E46            | 52     |
| 28   | 1   | Dmitro Illiuk      | Nissan 200SX       | 50     |
| 29   | 17  | Gerson Junginger   | BMW Z3             | 0      |
| 30   | 34  | Timur Pomak        | BMW PO-MACH92      | 0      |

#### Classement à l'issue des phases finales
|  | Seizièmes de finale | Seizièmes de finale |                  |                        | Huitièmes de finale    | Huitièmes de finale |  |  | Quarts de finale | Quarts de finale |  |  | Demi-finales | Demi-finales |  |  | Finale | Finale |
|  | Seizièmes de finale | Seizièmes de finale |                  |                        | Huitièmes de finale    | Huitièmes de finale |  |  | Quarts de finale | Quarts de finale |  |  | Demi-finales | Demi-finales |  |  | Finale | Finale |
|  |                     |                     |                  |                        |                        |                     |  |  |                  |                  |  |  |              |              |  |  |        |        |
|  |                     |                     |                  |                        |                        |                     |  |  |                  |                  |  |  |              |              |  |  |        |        |
|  |                     |                     |                  |                        |                        |                     |  |  |                  |                  |  |  |              |              |  |  |        |        |
|  | Jakub Przygoński    |                     |                  |                        |                        |                     |  |  |                  |                  |  |  |              |              |  |  |        |        |
|  |                     |                     |                  |                        |                        |                     |  |  |                  |                  |  |  |              |              |  |  |        |        |
|  |                     |                     |                  |                        |                        |                     |  |  |                  |                  |  |  |              |              |  |  |        |        |
|  | Jakub Przygoński    |                     |                  |                        |                        |                     |  |  |                  |                  |  |  |              |              |  |  |        |        |
|  |                     |                     |                  |                        |                        |                     |  |  |                  |                  |  |  |              |              |  |  |        |        |
|  |                     | Juha Pöytälaakso    |                  |                        |                        |                     |  |  |                  |                  |  |  |              |              |  |  |        |        |
|  | Mikael Johansson    |                     |                  |                        |                        |                     |  |  |                  |                  |  |  |              |              |  |  |        |        |
|  |                     |                     |                  |                        |                        |                     |  |  |                  |                  |  |  |              |              |  |  |        |        |
|  | Juha Pöytälaakso    |                     |                  |                        |                        |                     |  |  |                  |                  |  |  |              |              |  |  |        |        |
|  | Jakub Przygoński    |                     |                  |                        |                        |                     |  |  |                  |                  |  |  |              |              |  |  |        |        |
|  |                     |                     |                  |                        |                        |                     |  |  |                  |                  |  |  |              |              |  |  |        |        |
|  |                     | Nodari Kodua        |                  |                        |                        |                     |  |  |                  |                  |  |  |              |              |  |  |        |        |
|  | Nodari Kodua        |                     |                  |                        |                        |                     |  |  |                  |                  |  |  |              |              |  |  |        |        |
|  |                     |                     |                  |                        |                        |                     |  |  |                  |                  |  |  |              |              |  |  |        |        |
|  | Alejandro Perez     |                     |                  |                        |                        |                     |  |  |                  |                  |  |  |              |              |  |  |        |        |
|  | Nodari Kodua        |                     |                  |                        |                        |                     |  |  |                  |                  |  |  |              |              |  |  |        |        |
|  |                     |                     |                  |                        |                        |                     |  |  |                  |                  |  |  |              |              |  |  |        |        |
|  |                     | Mikkel Overgaard    |                  |                        |                        |                     |  |  |                  |                  |  |  |              |              |  |  |        |        |
|  | Mikkel Overgaard    |                     |                  |                        |                        |                     |  |  |                  |                  |  |  |              |              |  |  |        |        |
|  |                     |                     |                  |                        |                        |                     |  |  |                  |                  |  |  |              |              |  |  |        |        |
|  | João Vieira         |                     |                  |                        |                        |                     |  |  |                  |                  |  |  |              |              |  |  |        |        |
|  | Jakub Przygoński    |                     |                  |                        |                        |                     |  |  |                  |                  |  |  |              |              |  |  |        |        |
|  |                     |                     |                  |                        |                        |                     |  |  |                  |                  |  |  |              |              |  |  |        |        |
|  |                     | Kristaps Blušs      |                  |                        |                        |                     |  |  |                  |                  |  |  |              |              |  |  |        |        |
|  | Benediktas Čirba    |                     |                  |                        |                        |                     |  |  |                  |                  |  |  |              |              |  |  |        |        |
|  |                     |                     |                  |                        |                        |                     |  |  |                  |                  |  |  |              |              |  |  |        |        |
|  |                     |                     |                  |                        |                        |                     |  |  |                  |                  |  |  |              |              |  |  |        |        |
|  | Benediktas Čirba    |                     |                  |                        |                        |                     |  |  |                  |                  |  |  |              |              |  |  |        |        |
|  |                     |                     |                  |                        |                        |                     |  |  |                  |                  |  |  |              |              |  |  |        |        |
|  |                     | Nicolas Maunoir     |                  |                        |                        |                     |  |  |                  |                  |  |  |              |              |  |  |        |        |
|  | Péter Utasi         |                     |                  |                        |                        |                     |  |  |                  |                  |  |  |              |              |  |  |        |        |
|  |                     |                     |                  |                        |                        |                     |  |  |                  |                  |  |  |              |              |  |  |        |        |
|  | Nicolas Maunoir     |                     |                  |                        |                        |                     |  |  |                  |                  |  |  |              |              |  |  |        |        |
|  | Benediktas Čirba    |                     |                  |                        |                        |                     |  |  |                  |                  |  |  |              |              |  |  |        |        |
|  |                     |                     |                  |                        |                        |                     |  |  |                  |                  |  |  |              |              |  |  |        |        |
|  |                     | Kristaps Blušs      |                  |                        |                        |                     |  |  |                  |                  |  |  |              |              |  |  |        |        |
|  | Odd-Helge Helstad   |                     |                  |                        |                        |                     |  |  |                  |                  |  |  |              |              |  |  |        |        |
|  |                     |                     |                  |                        |                        |                     |  |  |                  |                  |  |  |              |              |  |  |        |        |
|  | Dmytro Illiuk       |                     |                  |                        |                        |                     |  |  |                  |                  |  |  |              |              |  |  |        |        |
|  | Odd-Helge Helstad   |                     |                  |                        |                        |                     |  |  |                  |                  |  |  |              |              |  |  |        |        |
|  |                     |                     |                  |                        |                        |                     |  |  |                  |                  |  |  |              |              |  |  |        |        |
|  |                     | Kristaps Blušs      |                  |                        |                        |                     |  |  |                  |                  |  |  |              |              |  |  |        |        |
|  | Kristaps Blušs      |                     |                  |                        |                        |                     |  |  |                  |                  |  |  |              |              |  |  |        |        |
|  |                     |                     |                  |                        |                        |                     |  |  |                  |                  |  |  |              |              |  |  |        |        |
|  | Daniel Brandner     |                     |                  |                        |                        |                     |  |  |                  |                  |  |  |              |              |  |  |        |        |
|  | Kristaps Blušs      |                     |                  |                        |                        |                     |  |  |                  |                  |  |  |              |              |  |  |        |        |
|  |                     |                     |                  |                        |                        |                     |  |  |                  |                  |  |  |              |              |  |  |        |        |
|  |                     | Ali Makhseed        |                  |                        |                        |                     |  |  |                  |                  |  |  |              |              |  |  |        |        |
|  | Martin Richards     |                     |                  |                        |                        |                     |  |  |                  |                  |  |  |              |              |  |  |        |        |
|  |                     |                     |                  |                        |                        |                     |  |  |                  |                  |  |  |              |              |  |  |        |        |
|  |                     |                     |                  |                        |                        |                     |  |  |                  |                  |  |  |              |              |  |  |        |        |
|  | Martin Richards     |                     |                  |                        |                        |                     |  |  |                  |                  |  |  |              |              |  |  |        |        |
|  |                     |                     |                  |                        |                        |                     |  |  |                  |                  |  |  |              |              |  |  |        |        |
|  |                     | Kevin Pesur         |                  |                        |                        |                     |  |  |                  |                  |  |  |              |              |  |  |        |        |
|  | Kevin Pesur         |                     |                  |                        |                        |                     |  |  |                  |                  |  |  |              |              |  |  |        |        |
|  |                     |                     |                  |                        |                        |                     |  |  |                  |                  |  |  |              |              |  |  |        |        |
|  | Manuel Vacca        |                     |                  |                        |                        |                     |  |  |                  |                  |  |  |              |              |  |  |        |        |
|  | Kevin Pesur         |                     |                  |                        |                        |                     |  |  |                  |                  |  |  |              |              |  |  |        |        |
|  |                     |                     |                  |                        |                        |                     |  |  |                  |                  |  |  |              |              |  |  |        |        |
|  |                     | Marco Zakouřil      |                  |                        |                        |                     |  |  |                  |                  |  |  |              |              |  |  |        |        |
|  | Calin Ciortan       |                     |                  |                        |                        |                     |  |  |                  |                  |  |  |              |              |  |  |        |        |
|  |                     |                     |                  |                        |                        |                     |  |  |                  |                  |  |  |              |              |  |  |        |        |
|  | Zanil Satar         |                     |                  |                        |                        |                     |  |  |                  |                  |  |  |              |              |  |  |        |        |
|  | Calin Ciortan       |                     |                  |                        |                        |                     |  |  |                  |                  |  |  |              |              |  |  |        |        |
|  |                     |                     |                  |                        |                        |                     |  |  |                  |                  |  |  |              |              |  |  |        |        |
|  |                     | Marco Zakouřil      |                  |                        |                        |                     |  |  |                  |                  |  |  |              |              |  |  |        |        |
|  | Rohan Van Riel      |                     |                  |                        |                        |                     |  |  |                  |                  |  |  |              |              |  |  |        |        |
|  |                     |                     |                  |                        |                        |                     |  |  |                  |                  |  |  |              |              |  |  |        |        |
|  | Marco Zakouřil      |                     |                  |                        |                        |                     |  |  |                  |                  |  |  |              |              |  |  |        |        |
|  | Kevin Pesur         |                     |                  |                        |                        |                     |  |  |                  |                  |  |  |              |              |  |  |        |        |
|  |                     |                     |                  |                        |                        |                     |  |  |                  |                  |  |  |              |              |  |  |        |        |
|  |                     | Ali Makhseed        |                  |                        |                        |                     |  |  |                  |                  |  |  |              |              |  |  |        |        |
|  | Ali Makhseed        |                     |                  |                        |                        |                     |  |  |                  |                  |  |  |              |              |  |  |        |        |
|  |                     |                     |                  |                        |                        |                     |  |  |                  |                  |  |  |              |              |  |  |        |        |
|  |                     |                     |                  |                        |                        |                     |  |  |                  |                  |  |  |              |              |  |  |        |        |
|  | Ali Makhseed        |                     |                  |                        |                        |                     |  |  |                  |                  |  |  |              |              |  |  |        |        |
|  |                     |                     |                  |                        |                        |                     |  |  |                  |                  |  |  |              |              |  |  |        |        |
|  |                     | Rick Van Goethem    |                  |                        |                        |                     |  |  |                  |                  |  |  |              |              |  |  |        |        |
|  | Ka Ki Charles Ng    |                     |                  |                        |                        |                     |  |  |                  |                  |  |  |              |              |  |  |        |        |
|  |                     |                     |                  |                        |                        |                     |  |  |                  |                  |  |  |              |              |  |  |        |        |
|  | Rick Van Goethem    |                     |                  |                        |                        |                     |  |  |                  |                  |  |  |              |              |  |  |        |        |
|  | Ali Makhseed        |                     |                  |                        |                        |                     |  |  |                  |                  |  |  |              |              |  |  |        |        |
|  |                     |                     |                  |                        |                        |                     |  |  |                  |                  |  |  |              |              |  |  |        |        |
|  |                     | George Lagos        |                  |                        |                        |                     |  |  |                  |                  |  |  |              |              |  |  |        |        |
|  | Jason Banet         |                     |                  |                        |                        |                     |  |  |                  |                  |  |  |              |              |  |  |        |        |
|  |                     |                     |                  |                        |                        |                     |  |  |                  |                  |  |  |              |              |  |  |        |        |
|  | Pieter Van Hoorick  |                     |                  | Match pour la 3e place | Match pour la 3e place |                     |  |  |                  |                  |  |  |              |              |  |  |        |        |
|  | Pieter Van Hoorick  | Jason Banet         |                  | Match pour la 3e place | Match pour la 3e place |                     |  |  |                  |                  |  |  |              |              |  |  |        |        |
|  |                     |                     |                  |                        |                        |                     |  |  |                  |                  |  |  |              |              |  |  |        |        |
|  |                     | George Lagos        |                  |                        |                        |                     |  |  |                  |                  |  |  |              |              |  |  |        |        |
|  | George Lagos        |                     | Jakub Przygoński |                        |                        |                     |  |  |                  |                  |  |  |              |              |  |  |        |        |
|  | George Lagos        |                     |                  |                        |                        |                     |  |  |                  |                  |  |  |              |              |  |  |        |        |
|  | Rodrigo Gallo       |                     |                  | Kevin Pesur            |                        |                     |  |  |                  |                  |  |  |              |              |  |  |        |        |
|  | Rodrigo Gallo       |                     |                  | Kevin Pesur            |                        |                     |  |  |                  |                  |  |  |              |              |  |  |        |        |

### Esport

#### Réglementation
Chaque nation peut engager un pilote, âgé d'au moins 16 ans. La compétition se déroule sur Assetto Corsa Competizione. Après une session qualificative, les compétiteurs s'affrontent en phases finales.

### Formule 4

#### Réglementation
Chaque nation ne peut engager qu'un pilote. Ce pilote ne peut avoir plus de deux ans d'expérience en Formule 4, et ne peut avoir évoluer régulièrement dans un championnat plus relevé, tel que la Formule Régionale. Les concurrents évoluant en Formule 4 en 2022 sont prioritaires. Après les essais, une séance qualificative détermine la grille de départ de la course 1, d'une durée de 20 minutes. Celle-ci sert de course qualificative pour la course 2, d'une durée de 30 minutes, qui distribuera les médailles. La compétition sera disputée au volant d'une Formule 4 électrique, développé par KCMG.

#### Engagés
| N° | Pilotes                  |
| -- | ------------------------ |
| 1  | Ismail Akhmed Khodjaev   |
| 2  | Ruhaan Alva              |
| 3  | Andrea Kimi Antonelli    |
| 4  | Dario Cabanelas          |
| 5  | Pedro Clerot             |
| 6  | Bruno del Pino           |
| 7  | Julius Dinesen           |
| 8  | Manuel Espirito Santo    |
| 9  | Ethan Ho                 |
| 10 | Filip Jenic              |
| 11 | Valentin Kluss           |
| 12 | Zeno Kovacs              |
| 14 | Oleksandr Partyshev      |
| 15 | Maria José Pérez de Arce |
| 16 | Guilherme Rocha          |
| 17 | Pablo Sarrazin           |
| 18 | Michael Woohyun Shin     |
| 19 | Sandro Tavartkiladze     |
| 20 | Jasper Thong             |
| 22 | Charlie Wurz             |
| 23 | Lorens Lecertua          |
| 24 | Alister Yoong            |
| 43 | Costa Toparis            |
| 77 | Valentino Mini           |

#### Course qualificative
| Pos. | no | Pilote                   | Tours | Temps/Abandon                |
| ---- | -- | ------------------------ | ----- | ---------------------------- |
| 1    | 3  | Andrea Kimi Antonelli    | 10    | 23 min 00 s 001 (151,2 km/h) |
| 2    | 8  | Manuel Espirito Santo    | 10    | + 0 s 829                    |
| 3    | 4  | Dario Cabanelas          | 10    | + 2 s 245                    |
| 4    | 5  | Pedro Clerot             | 10    | + 3 s 028                    |
| 5    | 6  | Bruno del Pino           | 10    | + 4 s 235                    |
| 6    | 18 | Michael Woohyun Shin     | 10    | + 5 s 043                    |
| 7    | 7  | Julius Dinesen           | 10    | + 5 s 491                    |
| 8    | 77 | Valentino Mini           | 10    | + 5 s 924                    |
| 9    | 14 | Oleksandr Partyshev      | 10    | + 6 s 457                    |
| 10   | 24 | Alister Yoong            | 10    | + 7 s 695                    |
| 11   | 23 | Lorens Lecertua          | 10    | + 12 s 432                   |
| 12   | 43 | Costa Toparis            | 10    | + 13 s 115                   |
| 13   | 12 | Zoltan Kovacs            | 10    | + 14 s 441                   |
| 14   | 2  | Ruhaan Alva              | 10    | + 14 s 925                   |
| 15   | 19 | Sandro Tavartkiladze     | 10    | + 16 s 173                   |
| 16   | 16 | Guilherme Rocha          | 10    | + 16 s 758                   |
| 17   | 17 | Pablo Sarrazin           | 10    | + 17 s 544                   |
| 18   | 1  | Ismail Akhmed            | 10    | + 18 s 178                   |
| 19   | 20 | Jasper Thong             | 10    | + 19 s 052                   |
| 20   | 11 | Valentin Kluss           | 10    | + 53 s 981                   |
| 21   | 15 | Maria José Perez de Arce | 9     | + 1 tour                     |
| Abd. | 9  | Ethan Ho                 | 7     |                              |
| Abd. | 10 | Filip Jenic              | 6     |                              |
| Abd. | 22 | Charlie Wurz             | 0     |                              |

#### Course principale
| Pos.               | no | Pilote                   | Tours | Temps/Abandon                |
| ------------------ | -- | ------------------------ | ----- | ---------------------------- |
| Médaille d'or      | 3  | Andrea Kimi Antonelli    | 14    | 31 min 22 s 351 (156,0 km/h) |
| Médaille d'argent  | 8  | Manuel Espirito Santo    | 14    | + 6 s 902                    |
| Médaille de bronze | 6  | Bruno del Pino           | 14    | + 11 s 549                   |
| 4                  | 7  | Julius Dinesen           | 14    | + 12 s 349                   |
| 5                  | 23 | Lorens Lecertua          | 14    | + 13 s 432                   |
| 6                  | 22 | Charlie Wurz             | 14    | + 15 s 597                   |
| 7                  | 5  | Pedro Clerot             | 14    | + 17 s 380                   |
| 8                  | 11 | Valentin Kluss           | 14    | + 18 s 797                   |
| 9                  | 14 | Oleksandr Partyshev      | 14    | + 21 s 319                   |
| 10                 | 77 | Valentino Mini           | 14    | + 21 s 623                   |
| 11                 | 17 | Pablo Sarrazin           | 14    | + 23 s 019                   |
| 12                 | 10 | Filip Jenic              | 14    | + 26 s 469                   |
| 13                 | 43 | Costa Toparis            | 14    | + 26 s 917                   |
| 14                 | 24 | Alister Yoong            | 14    | + 28 s 041                   |
| 15                 | 19 | Sandro Tavartkiladze     | 14    | + 29 s 273                   |
| 16                 | 9  | Ethan Ho                 | 14    | + 32 s 771                   |
| 17                 | 12 | Zoltan Kovacs            | 14    | + 34 s 375                   |
| 18                 | 2  | Ruhaan Alva              | 14    | + 37 s 159                   |
| 19                 | 1  | Ismail Akhmed            | 14    | + 47 s 084                   |
| 20                 | 16 | Guilherme Rocha          | 14    | + 47 s 492                   |
| 21                 | 20 | Jasper Thong             | 14    | + 54 s 803                   |
| 22                 | 15 | Maria José Perez de Arce | 14    | + 56 s 318                   |
| 23                 | 18 | Michael Woohyun Shin     | 14    | + 1 tour                     |
| Abd.               | 4  | Dario Cabanelas          | 0     |                              |

### GT Cup

#### Réglementation
La compétition se déroule sur des autos répondant à la catégorie GT3. Les pilotes doivent avoir évolué dans un championnat GT durant les deux dernières années, ou obtenir une dérogation de la part de la FIA. Seuls les pilotes classés Bronze ou Silver par la FIA sont acceptés. Chaque équipage est composé de deux pilotes, avec soit un pilote silver et un bronze; soit deux bronze.
Chaque pilote dispute une session qualificative. Chaque qualification détermine la grille de départ pour une course qualificative.
Chaque course dure une heure, avec un arrêt au stand obligatoire entre le 25e et 35e minute de course. Les courses qualificatives déterminent la grille de départ de la troisième course, qui distribue les médailles.

#### Engagés
| N°  | Pilote 1                 | Pilote 2                          | Voiture                  | Équipe                     |
| --- | ------------------------ | --------------------------------- | ------------------------ | -------------------------- |
| 4   | Stephen Grove (B)        | Brenton Grove (A)                 | Porsche 911 GT3 R        | Grove Motorsport Pty Ltd   |
| 19  | Fernando Navarrete (B)   | Gonzalo de Andrés (A)             | Mercedes-AMG GT3         | Motorsport Team Spain ES   |
| 20  | Valentin Pierburg (B)    | Fabian Schiller (A)               | Mercedes-AMG GT3         | SPS Automotive Performance |
| 25  | Paul Ip (B)              | Marchy Lee (A)                    | Honda NSX GT3 Evo        | KCMG                       |
| 44  | Adalberto Baptista (B)   | Bruno Baptista (A)                | Mercedes-AMG GT3         | Akkodis ASP Team           |
| 48  | Yevgen Sokolovskiy (B)   | Ivan Peklin (B)                   | Aston Martin Vantage GT3 | PROsport Racing GmbH       |
| 51  | Francesco Piovanetti (B) | Victor Manuel Gomez Donato IV (A) | Ferrari 488 GT3          | AF Corse                   |
| 54  | Dexter Müller (B)        | Yannick Mettler (A)               | Mercedes-AMG GT3         | SPS Automotive Performance |
| 68  | Max Chen (B)             | Evan Chen (A)                     | Ferrari 488 GT3          | AF Corse                   |
| 71  | Eimantas Navikauskas (B) | Jonas Gelžinis (A)                | Audi R8 LMS GT3          | Juta Racing                |
| 81  | Eric Debard (B)          | Simon Gachet (A)                  | Mercedes-AMG GT3         | Akkodis ASP Team           |
| 93  | Ian Loggie (B)           | Christopher Froggatt (A)          | Mercedes-AMG GT3         | Sky Tempesta Racing        |
| 777 | Marcin Jedliński (B)     | Karol Basz (A)                    | Audi R8 LMS GT3          | Olimp Racing               |

#### Course qualificative 1
| Pos. | no  | Pilote                                               | Écurie                   | Tours | Temps/Abandon                    |
| ---- | --- | ---------------------------------------------------- | ------------------------ | ----- | -------------------------------- |
| 1    | 20  | Valentin Pierburg / Fabian Schiller                  | Mercedes-AMG GT3         | 29    | 1 h 01 min 39 s 926 (164,3 km/h) |
| 2    | 81  | Eric Debard / Simon Gachet                           | Mercedes-AMG GT3         | 29    | + 22 s 402                       |
| 3    | 93  | Ian Loggie / Simon Neary                             | Mercedes-AMG GT3         | 29    | + 29 s 254                       |
| 4    | 777 | Marcin Jedliński / Karol Basz                        | Audi R8 LMS GT3          | 29    | + 43 s 229                       |
| 5    | 51  | Francesco Piovanetti / Victor Manuel Gomez Donato IV | Ferrari 488 GT3          | 29    | + 45 s 387                       |
| 6    | 44  | Adalberto Baptista / Bruno Baptista                  | Mercedes-AMG GT3         | 29    | + 56 s 534                       |
| 7    | 54  | Dexter Müller / Yannick Mettler                      | Mercedes-AMG GT3         | 29    | + 57 s 511                       |
| 8    | 71  | Eimantas Navikauskas / Jonas Gelžinis                | Audi R8 LMS GT3          | 29    | + 1 min 19 s 331                 |
| 9    | 48  | Yevgen Sokolovskiy / Ivan Peklin                     | Aston Martin Vantage GT3 | 29    | + 1 min 20 s 082                 |
| 10   | 4   | Stephen Grove / Brenton Grove                        | Porsche 911 GT3 R        | 29    | + 1 min 28 s 560                 |
| 11   | 68  | Max Chen / Evan Chen                                 | Ferrari 488 GT3          | 29    | + 1 min 32 s 221                 |
| 12   | 25  | Paul Ip / Marchy Lee                                 | Honda NSX GT3 EVO        | 29    | + 1 min 58 s 674                 |
| 13   | 19  | Fernando Navarrete / Gonzalo de Andrés               | Mercedes-AMG GT3         | 28    | + 1 tour                         |

#### Course qualificative 2
| Pos. | no  | Pilote                                               | Écurie                   | Tours | Temps/Abandon                    |
| ---- | --- | ---------------------------------------------------- | ------------------------ | ----- | -------------------------------- |
| 1    | 20  | Valentin Pierburg / Fabian Schiller                  | Mercedes-AMG GT3         | 29    | 1 h 01 min 45 s 815 (163,9 km/h) |
| 2    | 81  | Eric Debard / Simon Gachet                           | Mercedes-AMG GT3         | 29    | + 6 s 173                        |
| 3    | 777 | Marcin Jedliński / Karol Basz                        | Audi R8 LMS GT3          | 29    | + 36 s 213                       |
| 4    | 93  | Ian Loggie / Simon Neary                             | Mercedes-AMG GT3         | 29    | + 44 s 376                       |
| 5    | 54  | Dexter Müller / Yannick Mettler                      | Mercedes-AMG GT3         | 29    | + 56 s 536                       |
| 6    | 48  | Yevgen Sokolovskiy / Ivan Peklin                     | Aston Martin Vantage GT3 | 29    | + 1 min 21 s 417                 |
| 7    | 19  | Fernando Navarrete / Gonzalo de Andrés               | Mercedes-AMG GT3         | 29    | + 1 min 21 s 530                 |
| 8    | 68  | Max Chen / Evan Chen                                 | Ferrari 488 GT3          | 29    | + 1 min 25 s 430                 |
| 9    | 25  | Paul Ip / Marchy Lee                                 | Honda NSX GT3 EVO        | 29    | + 1 min 39 s 178                 |
| 10   | 51  | Francesco Piovanetti / Victor Manuel Gomez Donato IV | Ferrari 488 GT3          | 29    | + 1 min 42 s 243                 |
| 11   | 71  | Eimantas Navikauskas / Jonas Gelžinis                | Audi R8 LMS GT3          | 29    | + 1 min 45 s 439                 |
| Abd. | 44  | Adalberto Baptista / Bruno Baptista                  | Mercedes-AMG GT3         | 13    |                                  |
| Abd. | 4   | Stephen Grove / Brenton Grove                        | Porsche 911 GT3 R        | 1     |                                  |

#### Course principale
| Pos.               | no  | Pilote                                               | Écurie                   | Tours | Temps/Abandon                    |
| ------------------ | --- | ---------------------------------------------------- | ------------------------ | ----- | -------------------------------- |
| Médaille d'or      | 81  | Eric Debard / Simon Gachet                           | Mercedes-AMG GT3         | 28    | 1 h 01 min 49 s 203 (157,9 km/h) |
| Médaille d'argent  | 20  | Valentin Pierburg / Fabian Schiller                  | Mercedes-AMG GT3         | 28    | + 1 s 055                        |
| Médaille de bronze | 93  | Ian Loggie / Simon Neary                             | Mercedes-AMG GT3         | 28    | + 1 s 977                        |
| 4                  | 777 | Marcin Jedliński / Karol Basz                        | Audi R8 LMS GT3          | 28    | + 2 s 402                        |
| 5                  | 54  | Dexter Müller / Yannick Mettler                      | Mercedes-AMG GT3         | 28    | + 3 s 093                        |
| 6                  | 51  | Francesco Piovanetti / Victor Manuel Gomez Donato IV | Ferrari 488 GT3          | 28    | + 4 s 178                        |
| 7                  | 4   | Stephen Grove / Brenton Grove                        | Porsche 911 GT3 R        | 28    | + 4 s 419                        |
| 8                  | 71  | Eimantas Navikauskas / Jonas Gelžinis                | Audi R8 LMS GT3          | 28    | + 6 s 567                        |
| 9                  | 44  | Adalberto Baptista / Bruno Baptista                  | Mercedes-AMG GT3         | 28    | + 20 s 676                       |
| 10                 | 19  | Fernando Navarrete / Gonzalo de Andrés               | Mercedes-AMG GT3         | 28    | + 49 s 707                       |
| 11                 | 48  | Yevgen Sokolovskiy / Ivan Peklin                     | Aston Martin Vantage GT3 | 28    | + 50 s 240                       |
| 12                 | 25  | Paul Ip / Marchy Lee                                 | Honda NSX GT3 EVO        | 26    | + 2 tours                        |
| 13                 | 68  | Max Chen / Evan Chen                                 | Ferrari 488 GT3          | 25    | + 3 tours                        |

### GT Sprint

#### Réglementation
La compétition se déroule sur des autos répondant à la catégorie GT3. Les pilotes doivent avoir évolué dans un championnat GT durant les deux dernières années, ou obtenir une dérogation de la part de la FIA. Contrairement à la GT Cup, tous les pilotes sont autorisés, quelle que soit leur catégorisation FIA. Un seul pilote par auto est autorisé. Après une session qualificative, les pilotes disputeront une course d'une heure au terme de laquelle seront distribuées les médailles.

#### Engagés
| N° | Pilote             | Voiture                     | Équipe                     |
| -- | ------------------ | --------------------------- | -------------------------- |
| 4  | Matt Campbell      | Porsche 911 GT3 R           | Grove Motorsport Pty Ltd   |
| 10 | Michaël Benyahia   | McLaren 720S GT3            | Optimum Motorsport         |
| 20 | Luca Stolz         | Mercedes AMG GT3            | SPS Automotive Performance |
| 23 | Daniel Juncadella  | Mercedes AMG GT3            | Motorsport Team Spain ES   |
| 25 | Marchy Lee         | Honda NSX GT3 Evo           | KCMG                       |
| 32 | Dries Vanthoor     | Audi R8 LMS                 | RACB National Team         |
| 44 | Bruno Baptista     | Mercedes AMG GT3            | Akkodis ASP Team           |
| 53 | Ayhancan Güven     | Porsche 911 GT3 R           | Team Türkiye               |
| 54 | Yannick Mettler    | Mercedes AMG GT3            | SPS Automotive Performance |
| 63 | Mirko Bortolotti   | Lamborghini Huracan GT3 Evo | GRT                        |
| 68 | Evan Chen          | Ferrari 488 GT3             | AF Corse                   |
| 71 | Julius Adomavičius | Audi R8 LMS                 | Juta Racing                |
| 81 | Tristan Vautier    | Mercedes AMG GT3            | Akkodis ASP Team           |

#### Course
| Pos.               | no | Pilote             | Véhicule                    | Tours | Temps/Abandon                    |
| ------------------ | -- | ------------------ | --------------------------- | ----- | -------------------------------- |
| Médaille d'or      | 4  | Matt Campbell      | Porsche 911 GT3 R           | 30    | 1 h 01 min 39 s 373 (170,0 km/h) |
| Médaille d'argent  | 63 | Mirko Bortolotti   | Lamborghini Huracan GT3 Evo | 30    | + 1 s 617                        |
| Médaille de bronze | 32 | Dries Vanthoor     | Audi R8 LMS GT3             | 30    | + 2 s 030                        |
| 4                  | 20 | Luca Stolz         | Mercedes AMG GT3            | 30    | + 18 s 382                       |
| 5                  | 53 | Ayhancan Güven     | Porsche 911 GT3 R           | 30    | + 55 s 193                       |
| 6                  | 44 | Bruno Baptista     | Mercedes AMG GT3            | 30    | + 55 s 677                       |
| 7                  | 68 | Evan Chen          | Ferrari 488 GT3             | 30    | + 56 s 538                       |
| 8                  | 81 | Tristan Vautier    | Mercedes AMG GT3            | 30    | + 57 s 137                       |
| 9                  | 23 | Daniel Juncadella  | Mercedes AMG GT3            | 30    | + 1 min 00 s 781                 |
| 10                 | 54 | Yannick Mettler    | Mercedes AMG GT3            | 30    | + 1 min 09 s 362                 |
| 11                 | 25 | Marchy Lee         | Honda NSX GT3 Evo           | 30    | + 1 min 20 s 141                 |
| 12                 | 71 | Julius Adomavičius | Audi R8 LMS GT3             | 30    | + 1 min 21 s 116                 |
| 13                 | 10 | Michaël Benyahia   | McLaren 720S GT3            | 28    | + 2 tours                        |

### Karting endurance

#### Réglementation
Chaque nation doit engager un équipage de quatre pilotes, avec au moins un concurrent masculin et une concurrente féminine. Les pilotes doivent être âgés d'à minima 17 ans. La compétition se déroulera sur des karts Tillotson T4. À la suite d'une session qualificative, les concurrents disputent une course 4 heures au terme de laquelle seront distribuées les médailles.

#### Engagés
| N° | Pilotes                                                                       |
| -- | ----------------------------------------------------------------------------- |
| 1  | Yu-Hsuan Tsai / Chun-Yao Lo / Hsiao-Hsu Cheng / Chen-Yu Chung                 |
| 2  | Ella Zammit / Nicky Gauci / Owen Mangion / Kyle Merciera                      |
| 3  | King Chi Wong / Man Cheong Ho / Tak Felix Yeung / Pui Yan Chung               |
| 4  | Kornelia Olkucka / Jakub Rajski / Marcel Kuc / Adam Szydłowski                |
| 5  | Sofia Correia / Mariana Machado / Rita Teixeira / Anastácia Khomyn            |
| 6  | Maxime Drion / Jeremy Peclers / Sita Vanmeert / Antoine Morlet                |
| 7  | Maria Jesus Esquivel / Harold Watson / Mark Harten / Taylor Greenfield        |
| 8  | Mariam Davitidze / Mariam Tsiklauri / Nika Kobosnidze / Archil Tsimakuridze   |
| 9  | Ramando Hudson / Christopher Bain / Jashai Burrows / Giselle Liriano          |
| 10 | Farukh Urunov / Anastasiya Urunova / Adhamjon Egamberdiev / Islomjon Ismoilov |
| 11 | Jack O'Neil / Mike Philippou / Owen Jenman / Rhianna Kay Purcocks             |
| 12 | Mariam Alhosani / Ahmad Alhamadi / Humaid Obaid Alketbi / Ahmad Nabil Alboom  |
| 13 | Alvaro Bajo / Alba Cano / Jose Manuel Perez / Ivan Velasco                    |
| 14 | Ondřej Kočka / Aleš Burger / Zdeněk Ošťádal / Soňa Ptáčková                   |
| 15 | Itzhak Shahar / Yarden Oved / Yaniv Hershkovitz / Ran Ben Ezer                |
| 16 | Mátyás Koczó / Imrich Szakál / Juraj Mlčuch / Veronika Dobrotová              |

#### Course principale
| Pos.               | no | Équipe              | Tours | Temps/Abandon |
| ------------------ | -- | ------------------- | ----- | ------------- |
| Médaille d'or      | 6  | Belgique            | 238   |               |
| Médaille d'argent  | 13 | Espagne             | 237   | + 1 tour      |
| Médaille de bronze | 14 | Tchéquie            | 237   | + 1 tour      |
| 4                  | 8  | Géorgie             | 236   | + 2 tours     |
| 5                  | 11 | Royaume-Uni         | 236   | + 2 tours     |
| 6                  | 7  | Pérou               | 235   | + 3 tours     |
| 7                  | 16 | Slovaquie           | 233   | + 5 tours     |
| 8                  | 5  | Portugal            | 233   | + 5 tours     |
| 9                  | 4  | Pologne             | 232   | + 6 tours     |
| 10                 | 2  | Malte               | 231   | + 7 tours     |
| 11                 | 15 | Israël              | 231   | + 7 tours     |
| 12                 | 1  | Taïwan              | 231   | + 7 tours     |
| 13                 | 12 | Émirats arabes unis | 230   | + 8 tours     |
| 14                 | 3  | Hong Kong           | 228   | + 10 tours    |
| 15                 | 10 | Ouzbékistan         | 227   | + 11 tours    |
| 16                 | 9  | Bahamas             | 206   | + 32 tours    |

### Karting slalom

#### Réglementation
Chaque nation doit engager un équipage constituer d'un pilote masculin et d'une pilote féminine, tous deux âgés d'à minima 14 ans et au maximum 16 ans. La compétition se déroule sur des kartings électriques. Chaque pilote de chaque nation doit parcourir à deux reprises deux tracés différents. À l'addition des temps, les seize meilleures nations se qualifient pour les phases finales, où les nations s'affrontent en confrontations directes jusqu'à la finale.

### Karting sprint junior

#### Réglementation
Chaque nation peut engager un pilote, âgé de 12 à 14 ans. Les concurrents doivent utiliser un kart de la catégorie FIA OK-Junior. Les concurrents doivent utiliser un kart de la catégorie FIA OK-Junior. La compétition suit le format classique d'une compétition de karting FIA, avec qualifications, course qualificative et course finale qui distribue les médailles.

#### Engagés
| N°  | Pilotes                 |
| --- | ----------------------- |
| 101 | Mathilda Paatz          |
| 102 | Kian Gauci              |
| 103 | Rodrigo Seabra          |
| 104 | Lado Kukhianidze        |
| 105 | Andres Cardenas         |
| 106 | Thibaut Ramaekers       |
| 107 | Peter Andrew Bouzinelos |
| 108 | Edgar Rodríguez         |
| 109 | Scott Kin Lindblom      |
| 110 | Gabriel Koenigkan       |
| 112 | Markas Silkūnas         |
| 113 | Diego Ardiles           |
| 114 | Ishaan Madesh           |
| 115 | Alp Hasan Aksoy         |
| 116 | Mark Brovko             |
| 117 | Ghazi Motlekar          |
| 118 | Mark Dubnitski          |
| 119 | Elia Epifanio           |
| 120 | Mikkel Gaarde Pedersen  |
| 121 | Aaron García            |
| 122 | Kimi Tani               |
| 123 | Matej Koník             |
| 124 | Jules Caranta           |
| 125 | Amir Khamraev           |
| 126 | Yam Pinto               |
| 127 | Jakub Kamenik           |
| 128 | Borys Lyzen             |
| 129 | Dhivyen Naidoo          |
| 130 | Aleksandar Bogunović    |
| 131 | Aditya Wibowo           |

#### Phase qualificative
| Pos. | no  | Pilote                  | Course 1 | Course 2 | Course 3 | Points |
| ---- | --- | ----------------------- | -------- | -------- | -------- | ------ |
| 1    | 110 | Gabriel Koenigkan       | 2        | 1        | 3        | 5      |
| 2    | 124 | Jules Caranta           | 1        | 4        | 2        | 6      |
| 3    | 105 | Andres Cardenas         | 6        | 2        | 5        | 13     |
| 4    | 126 | Yam Pinto               | 5        | 9        | 1        | 14     |
| 5    | 118 | Mark Dubnitski          | 8        | 6        | 6        | 20     |
| 6    | 127 | Jakub Kamenik           | 10       | 10       | 9        | 29     |
| 7    | 130 | Aleksandar Bogunović    | 16       | 8        | 7        | 31     |
| 8    | 120 | Mikkel Gaarde Pedersen  | 26       | 3        | 4        | 33     |
| 9    | 103 | Rodrigo Seabra          | 11       | 11       | 15       | 37     |
| 10   | 121 | Aaron García            | 4        | 5        | 29       | 38     |
| 11   | 109 | Scott Kin Lindblom      | 7        | 25       | 8        | 40     |
| 12   | 123 | Matej Koník             | 19       | 12       | 11       | 40     |
| 13   | 115 | Alp Hasan Aksoy         | 15       | 13       | 13       | 41     |
| 14   | 112 | Markas Silkūnas         | 9        | 15       | 22       | 46     |
| 15   | 113 | Diego Ardiles           | 12       | 17       | 21       | 50     |
| 16   | 131 | Aditya Wibowo           | 14       | 7        | 30       | 51     |
| 17   | 101 | Mathilda Paatz          | 13       | 23       | 16       | 52     |
| 18   | 122 | Kimi Tani               | 18       | 18       | 17       | 53     |
| 19   | 128 | Borys Lyzen             | 28       | 14       | 12       | 54     |
| 20   | 129 | Dhivyen Naidoo          | 19       | 22       | 19       | 60     |
| 21   | 116 | Mark Brovko             | 20       | 21       | 20       | 61     |
| 22   | 106 | Thibaut Ramaekers       | 3        | 30       | 28       | 63     |
| 23   | 107 | Peter Andrew Bouzinelos | 27       | 27       | 10       | 64     |
| 24   | 117 | Ghazi Motlekar          | 30       | 16       | 18       | 64     |
| 25   | 114 | Ishaan Madesh           | 23       | 28       | 14       | 65     |
| 26   | 119 | Elia Epifanio           | 25       | 19       | 23       | 67     |
| 27   | 102 | Kian Gauci              | 21       | 26       | 24       | 71     |
| 28   | 104 | Lado Kukhianidze        | 22       | 24       | 26       | 72     |
| 29   | 108 | Edgar Rodríguez         | 29       | 20       | 25       | 74     |
| 30   | 125 | Amir Khamraev           | 25       | 29       | 27       | 80     |

#### Course principale
| Pos.               | no  | Pilote                  | Tours | Temps/Abandon |
| ------------------ | --- | ----------------------- | ----- | ------------- |
| Médaille d'or      | 105 | Andres Cardenas         | 26    |               |
| Médaille d'argent  | 110 | Gabriel Koenigkan       | 26    | + 2 s 332     |
| Médaille de bronze | 120 | Mikkel Gaarde Pedersen  | 26    | + 3 s 098     |
| 4                  | 124 | Jules Caranta           | 26    | + 3 s 666     |
| 5                  | 130 | Aleksandar Bogunović    | 26    | + 4 s 982     |
| 6                  | 106 | Thibaut Ramaekers       | 26    | + 5 s 732     |
| 7                  | 127 | Jakub Kamenik           | 26    | + 6 s 140     |
| 8                  | 115 | Alp Hasan Aksoy         | 26    | + 6 s 192     |
| 9                  | 118 | Mark Dubnitski          | 26    | + 7 s 168     |
| 10                 | 123 | Matej Koník             | 26    | + 7 s 238     |
| 11                 | 131 | Aditya Wibowo           | 26    | + 8 s 511     |
| 12                 | 128 | Borys Lyzen             | 26    | + 9 s 585     |
| 13                 | 101 | Mathilda Paatz          | 26    | + 10 s 517    |
| 14                 | 112 | Markas Silkūnas         | 26    | + 11 s 503    |
| 15                 | 117 | Ghazi Motlekar          | 26    | + 12 s 406    |
| 16                 | 114 | Ishaan Madesh           | 26    | + 14 s 739    |
| 17                 | 129 | Dhivyen Naidoo          | 26    | + 15 s 064    |
| 18                 | 122 | Kimi Tani               | 26    | + 19 s 517    |
| 19                 | 108 | Edgar Rodríguez         | 26    | + 20 s 834    |
| 20                 | 104 | Lado Kukhianidze        | 26    | + 22 s 573    |
| 21                 | 119 | Elia Epifanio           | 26    | + 22 s 794    |
| 22                 | 116 | Mark Brovko             | 26    | + 24 s 803    |
| 23                 | 102 | Kian Gauci              | 23    | + 3 tours     |
| 24                 | 126 | Yam Pinto               | 22    | + 4 tours     |
| 25                 | 109 | Scott Kin Lindblom      | 22    | + 4 tours     |
| 26                 | 121 | Aaron García            | 20    | + 6 tours     |
| 27                 | 125 | Amir Khamraev           | 16    | + 10 tours    |
| 28                 | 113 | Diego Ardiles           | 15    | + 11 tours    |
| 29                 | 103 | Rodrigo Seabra          | 8     | + 18 tours    |
| Dsq.               | 107 | Peter Andrew Bouzinelos |       |               |

### Karting sprint senior

#### Réglementation
Chaque nation peut engager un pilote, âgé de 15 à 18 ans; et n'ayant pas terminé dans le Top 15 d'un championnat FIA senior ou junior. Les concurrents doivent utiliser un kart de la catégorie FIA OK. La compétition suit le format classique d'une compétition de karting FIA, avec qualifications, course qualificative et course finale qui distribue les médailles.

#### Engagés
| N°  | Pilotes                |
| --- | ---------------------- |
| 201 | Oscar Wurz             |
| 202 | Maximilian Schleimer   |
| 204 | Adrijus Rimkevičius    |
| 205 | Adrian Łabuda          |
| 206 | Francisca Queiroz      |
| 207 | Andres Eduardo Ardiles |
| 208 | Chun Ting Chou         |
| 209 | Elie Goldstein         |
| 210 | Aiva Anagnostiadis     |
| 211 | Gabriel Kawer          |
| 212 | Balázs Juráncsik       |
| 213 | Dmytro Muravshchyk     |
| 214 | Joel Bergström         |
| 215 | Kyle Kumaran           |
| 216 | Gustavo Suarez         |
| 217 | Philip Gana            |
| 218 | Yevan David            |
| 219 | João Victor Maranhão   |
| 220 | Valentin Flammini      |
| 221 | Nacho Tuñon            |
| 222 | Carmen Kraav           |
| 223 | Ariel Elkin            |
| 224 | Valdemar Aggerholm     |
| 225 | Calem Maloney          |
| 226 | Fahad Alkhaled         |
| 227 | Ka Po Yu               |
| 228 | Lucas Pace             |
| 229 | Cristian Bouché        |
| 230 | Matúš Borec            |
| 231 | Kaenan Reza Sini       |

#### Phase qualificative
| Pos. | no  | Pilote                 | Course 1 | Course 2 | Course 3 | Points |
| ---- | --- | ---------------------- | -------- | -------- | -------- | ------ |
| 1    | 209 | Elie Goldstein         | 2        | 1        | 1        | 2      |
| 2    | 221 | Nacho Tuñon            | 3        | 2        | 3        | 8      |
| 3    | 214 | Joel Bergström         | 1        | 6        | 8        | 14     |
| 4    | 202 | Maximilian Schleimer   | 8        | 4        | 4        | 16     |
| 5    | 218 | Yevan David            | 7        | 9        | 6        | 22     |
| 6    | 223 | Ariel Elkin            | 4        | 20       | 2        | 26     |
| 7    | 216 | Gustavo Suarez         | 9        | 11       | 7        | 27     |
| 8    | 212 | Balázs Juráncsik       | 16       | 3        | 12       | 31     |
| 9    | 204 | Adrijus Rimkevičius    | 13       | 8        | 13       | 34     |
| 10   | 222 | Carmen Kraav           | 10       | 15       | 11       | 36     |
| 11   | 215 | Kyle Kumaran           | 21       | 5        | 10       | 36     |
| 12   | 201 | Oscar Wurz             | 6        | 30       | 5        | 41     |
| 13   | 227 | Ka Po Yu               | 28       | 10       | 9        | 47     |
| 14   | 230 | Matúš Borec            | 12       | 19       | 16       | 47     |
| 15   | 224 | Valdemar Aggerholm     | 5        | 29       | 14       | 48     |
| 16   | 219 | João Victor Maranhão   | 15       | 7        | 28       | 50     |
| 17   | 226 | Fahad Alkhaled         | 19       | 12       | 21       | 52     |
| 18   | 205 | Adrian Łabuda          | 11       | 16       | 26       | 53     |
| 19   | 231 | Kaenan Reza Sini       | 22       | 14       | 17       | 53     |
| 20   | 210 | Aiva Anagnostiadis     | 18       | 17       | 18       | 53     |
| 21   | 207 | Andres Eduardo Ardiles | 17       | 22       | 15       | 54     |
| 22   | 213 | Dmytro Muravshchyk     | 14       | 13       | 27       | 54     |
| 23   | 225 | Calem Maloney          | 20       | 23       | 19       | 62     |
| 24   | 228 | Lucas Pace             | 24       | 18       | 20       | 62     |
| 25   | 206 | Francisca Queiroz      | 23       | 21       | 29       | 73     |
| 26   | 208 | Chun Ting Chou         | 27       | 24       | 22       | 73     |
| 27   | 217 | Philip Gana            | 25       | 25       | 24       | 74     |
| 28   | 229 | Cristian Bouché        | 29       | 27       | 23       | 79     |
| 29   | 211 | Gabriel Kawer          | 26       | 26       | 30       | 82     |
| 30   | 220 | Valentin Flammini      | 30       | 28       | 25       | 83     |

#### Course principale
| Pos.               | no  | Pilote                 | Tours | Temps/Abandon |
| ------------------ | --- | ---------------------- | ----- | ------------- |
| Médaille d'or      | 209 | Elie Goldstein         | 32    |               |
| Médaille d'argent  | 218 | Yevan David            | 32    | + 1 s 170     |
| Médaille de bronze | 223 | Ariel Elkin            | 32    | + 1 s 511     |
| 4                  | 202 | Maximilian Schleimer   | 32    | + 4 s 248     |
| 5                  | 227 | Ka Po Yu               | 32    | + 5 s 214     |
| 6                  | 204 | Adrijus Rimkevičius    | 32    | + 5 s 670     |
| 7                  | 222 | Carmen Kraav           | 32    | + 10 s 391    |
| 8                  | 212 | Balázs Juráncsik       | 32    | + 11 s 789    |
| 9                  | 230 | Matúš Borec            | 32    | + 12 s 511    |
| 10                 | 213 | Dmytro Muravshchyk     | 32    | + 13 s 538    |
| 11                 | 208 | Chun Ting Chou         | 32    | + 16 s 464    |
| 12                 | 205 | Adrian Łabuda          | 32    | + 21 s 916    |
| 13                 | 211 | Gabriel Kawer          | 32    | + 24 s 386    |
| 14                 | 231 | Kaenan Reza Sini       | 32    | + 24 s 408    |
| 15                 | 215 | Kyle Kumaran           | 32    | + 24 s 880    |
| 16                 | 228 | Lucas Pace             | 27    | + 5 tours     |
| 17                 | 220 | Valentin Flammini      | 21    | + 11 tours    |
| 18                 | 216 | Gustavo Suarez         | 12    | + 20 tours    |
| 19                 | 201 | Oscar Wurz             | 2     | + 30 tours    |
| 20                 | 214 | Joel Bergström         | 0     | + 32 tours    |
| 21                 | 224 | Valdemar Aggerholm     | 0     | + 32 tours    |
| 22                 | 219 | João Victor Maranhão   | 0     | + 32 tours    |
| 23                 | 226 | Fahad Alkhaled         | 0     | + 32 tours    |
| 24                 | 210 | Aiva Anagnostiadis     | 0     | + 32 tours    |
| 25                 | 207 | Andres Eduardo Ardiles | 0     | + 32 tours    |
| 26                 | 225 | Calem Maloney          | 0     | + 32 tours    |
| 27                 | 206 | Francisca Queiroz      | 0     | + 32 tours    |
| 28                 | 217 | Philip Gana            | 0     | + 32 tours    |
| 29                 | 229 | Cristian Bouché        | 0     | + 32 tours    |
| Dsq.               | 221 | Nacho Tuñon            |       |               |

### Rallye

#### Réglementation
Un rallye est organisé, au sein duquel trois catégories concourent : Rally2, Rally4 et Historique.
En catégorie Rally2 et Rally4, seul le pilote doit être de la nationalité du pays qu'il représente. En Historique, le copilote doit aussi être de la même nationalité. Les pilotes ayant une priorité FIA ne peuvent participer à l'épreuve.
En catégorie Rally2, ne sont éligibles que les autos répondant à cette même catégorie. En Rally4, sont éligibles les autos de la réglementation Rally4 et de l'ancienne réglementation R2. En Historique, seules les autos homologuées entre 1970 et 1981 sont autorisées. À la suite du rallye classique, les trois premiers se disputent de chaque catégorie se disputent les médailles lors de la "Medal Stage".

#### Engagés
| N° | Pilote                 | Copilote               | Véhicule               | Catégorie |
| -- | ---------------------- | ---------------------- | ---------------------- | --------- |
| 1  | Björn Satorius         | Hanna Ostlender        | Ford Fiesta Rally2     | Rally2    |
| 2  | Adroaldo Weisheimer    | Rafael Capoani         | Volkswagen Polo GTI R5 | Rally2    |
| 3  | Jari Liiten            | John Stigh             | Škoda Fabia R5 (en)    | Rally2    |
| 4  | Oliver Mellors         | Ian Windress           | Proton Iriz R5         | Rally2    |
| 5  | Nikos Pavlidis         | Dimitrios Amaxopoulos  | Škoda Fabia Rally2 evo | Rally2    |
| 6  | Orhan Avcioglu         | Burcin Korkmaz         | Škoda Fabia Rally2 evo | Rally2    |
| 7  | Georg Linnamäe         | James Morgan           | Volkswagen Polo GTI R5 | Rally2    |
| 8  | Martin László          | Dávid Berendi          | Škoda Fabia Rally2 evo | Rally2    |
| 9  | Pepe López             | Borja Rozada           | Hyundai i20 N Rally2   | Rally2    |
| 10 | Paulo Soria            | Marcelo Der Ohannesian | Škoda Fabia Rally2 evo | Rally2    |
| 11 | Cédric de Cecco        | Jérôme Humblet         | Citroën C3 Rally2      | Rally2    |
| 12 | Mathieu Arzeno         | Romain Roche           | Škoda Fabia Rally2 evo | Rally2    |
| 21 | Martijn van Hoek       | Nard Ippen             | Ford Fiesta Rally4     | Rally4    |
| 22 | Gustavo Urióstegui     | Axel Coronado          | Peugeot 208 Rally4     | Rally4    |
| 23 | Ricardo Sousa          | Luís Marques           | Peugeot 208 Rally4     | Rally4    |
| 24 | Tom Rensonnet          | Loïc Dumont            | Renault Clio Rally4    | Rally4    |
| 25 | Ali Turkkan            | Burak Erdener          | Ford Fiesta Rally4     | Rally4    |
| 26 | Paschalis Chatzimarkos | Marios Tsaousoglou     | Peugeot 208 Rally4     | Rally4    |
| 27 | Sanjay Takale          | Mike Young             | Peugeot 208 Rally4     | Rally4    |
| 28 | Óscar Palomo           | Rodrigo Sanjuan        | Peugeot 208 Rally4     | Rally4    |
| 30 | Roberto Daprà          | Luca Guglielmetti      | Peugeot 208 Rally4     | Rally4    |
| 31 | 'Zippo'                | Nicola Arena           | Audi Quattro           | Historic  |
| 32 | Vojtěch Štajf          | Vladimír Zelinka       | Opel Kadett GT/E 16V   | Historic  |
| 34 | Antonio Sainz          | David de la Puente     | Porsche 911 SC         | Historic  |
| 35 | Siegfried Mayr         | Renate Mayr            | Volvo 244 GL           | Historic  |
| 36 | Tim Jones              | Steve Jones            | Chrysler Sunbeam Ti    | Historic  |
| 37 | Jaroslav Petran        | Iveta Halčinová        | Lada VAZ 21011 MTX     | Historic  |
| 38 | Marko Mättik           | Arvo Maslenikov        | Lada VAZ 21011         | Historic  |

#### Classement du rallye
| Pos    | N° | Pilote                 | Copilote               | Véhicule               | Catégorie | Temps              |
| ------ | -- | ---------------------- | ---------------------- | ---------------------- | --------- | ------------------ |
| 1      | 12 | Mathieu Arzeno         | Romain Roche           | Škoda Fabia Rally2 evo | Rally2    | 1 h 16 min 26 s 8  |
| 2      | 9  | Pepe López             | Borja Rozada           | Hyundai i20 N Rally2   | Rally2    | +1 min 08 s 2      |
| 3      | 7  | Georg Linnamäe         | James Morgan           | Volkswagen Polo GTI R5 | Rally2    | +1 min 27 s 2      |
| 4      | 6  | Orhan Avcioglu         | Burcin Korkmaz         | Škoda Fabia Rally2 evo | Rally2    | +1 min 54 s 5      |
| 5      | 8  | Martin László          | Dávid Berendi          | Škoda Fabia Rally2 evo | Rally2    | +1 min 57 s 9      |
| 6      | 10 | Paulo Soria            | Marcelo Der Ohannesian | Škoda Fabia Rally2 evo | Rally2    | +2 min 14 s 5      |
| 7      | 11 | Cédric de Cecco        | Jérôme Humblet         | Citroën C3 Rally2      | Rally2    | +2 min 59 s 7      |
| 8      | 1  | Björn Satorius         | Hanna Ostlender        | Ford Fiesta Rally2     | Rally2    | +3 min 49 s 8      |
| 9      | 3  | Jari Liiten            | John Stigh             | Škoda Fabia R5 (en)    | Rally2    | +6 min 12 s 0      |
| 10     | 4  | Oliver Mellors         | Ian Windress           | Proton Iriz R5         | Rally2    | +6 min 20 s 1      |
| 11 (1) | 30 | Roberto Daprà          | Luca Guglielmetti      | Peugeot 208 Rally4     | Rally4    | +6 min 29 s 8      |
| 12 (2) | 28 | Óscar Palomo           | Rodrigo Sanjuan        | Peugeot 208 Rally4     | Rally4    | +6 min 46 s 1      |
| 13 (3) | 25 | Ali Turkkan            | Burak Erdener          | Ford Fiesta Rally4     | Rally4    | +7 min 29 s 7      |
| 14 (4) | 23 | Ricardo Sousa          | Luís Marques           | Peugeot 208 Rally4     | Rally4    | +7 min 52 s 0      |
| 15 (5) | 24 | Tom Rensonnet          | Loïc Dumont            | Renault Clio Rally4    | Rally4    | +8 min 26 s 2      |
| 16 (6) | 26 | Paschalis Chatzimarkos | Marios Tsaousoglou     | Peugeot 208 Rally4     | Rally4    | +10 min 48 s 3     |
| 17 (1) | 31 | 'Zippo'                | Nicola Arena           | Audi Quattro           | Historic  | +11 min 11 s 5     |
| 18 (2) | 32 | Vojtěch Štajf          | Vladimír Zelinka       | Opel Kadett GT/E 16V   | Historic  | +13 min 59 s 1     |
| 19 (7) | 21 | Martijn van Hoek       | Nard Ippen             | Ford Fiesta Rally4     | Rally4    | +15 min 38 s 5     |
| 20 (3) | 34 | Antonio Sainz          | David de la Puente     | Porsche 911 SC         | Historic  | +16 min 17 s 4     |
| 21 (4) | 35 | Siegfried Mayr         | Renate Mayr            | Volvo 244 GL           | Historic  | +23 min 20 s 2     |
| 22 (8) | 27 | Sanjay Takale          | Mike Young             | Peugeot 208 Rally4     | Rally4    | +25 min 57 s 3     |
| 22 (5) | 36 | Tim Jones              | Steve Jones            | Chrysler Sunbeam Ti    | Historic  | +27 min 17 s 7     |
| 23 (6) | 37 | Jaroslav Petran        | Iveta Halčinová        | Lada VAZ 21011 MTX     | Historic  | +40 min 20 s 3     |
| 23 (9) | 22 | Gustavo Urióstegui     | Axel Coronado          | Peugeot 208 Rally4     | Rally4    | +1 h 19 min 11 s 3 |
| Abd.   | 2  | Adroaldo Weisheimer    | Rafael Capoani         | Volkswagen Polo GTI R5 | Rally2    |                    |
| Abd.   | 5  | Nikos Pavlidis         | Dimitrios Amaxopoulos  | Škoda Fabia Rally2 evo | Rally2    |                    |
| Abd.   | 38 | Marko Mättik           | Arvo Maslenikov        | Lada VAZ 21011         | Historic  |                    |

#### Medal stage
| Pos | N° | Pilote         | Copilote     | Véhicule               | Temps          |
| --- | -- | -------------- | ------------ | ---------------------- | -------------- |
| 1   | 12 | Mathieu Arzeno | Romain Roche | Škoda Fabia Rally2 evo | 7 min 38 s 254 |
| 2   | 9  | Pepe López     | Borja Rozada | Hyundai i20 N Rally2   | 7 min 43 s 398 |
| 3   | 7  | Georg Linnamäe | James Morgan | Volkswagen Polo GTI R5 | 7 min 47 s 736 |

| Pos | N° | Pilote        | Copilote          | Véhicule           | Temps          |
| --- | -- | ------------- | ----------------- | ------------------ | -------------- |
| 1   | 30 | Roberto Daprà | Luca Guglielmetti | Peugeot 208 Rally4 | 8 min 15 s 393 |
| 2   | 28 | Óscar Palomo  | Rodrigo Sanjuan   | Peugeot 208 Rally4 | 8 min 25 s 550 |
| 3   | 25 | Ali Turkkan   | Burak Erdener     | Ford Fiesta Rally4 | 8 min 26 s 771 |

| Pos | N° | Pilote        | Copilote           | Véhicule             | Temps          |
| --- | -- | ------------- | ------------------ | -------------------- | -------------- |
| 1   | 31 | 'Zippo'       | Nicola Arena       | Audi Quattro         | 8 min 24 s 264 |
| 2   | 32 | Vojtěch Štajf | Vladimír Zelinka   | Opel Kadett GT/E 16V | 8 min 43 s 903 |
| 3   | 34 | Antonio Sainz | David de la Puente | Porsche 911 SC       | 9 min 48 s 022 |

### Tourisme

#### Réglementation
Chaque nation peut engager un pilote. La compétition se déroule sur des autos répondant à la catégorie TCR. Après une session qualificative, les concurrents disputent une course qualificative de 25 minutes + 1 tour, qui détermine la grille de départ de la course principale. Celle-ci dure 30 minutes + 1 tour, et distribue les médailles.

#### Engagés
| N°  | Pilote                          | Voiture                    | Équipe                          |
| --- | ------------------------------- | -------------------------- | ------------------------------- |
| 2   | Gabriel Müller Agrelo Lusquiños | Cupra León Competición TCR | Volcano Motorsport              |
| 3   | Andy Yan                        | Honda Civic Type R FK7 TCR | KCMG                            |
| 16  | Gilles Magnus                   | Audi RS3 LMS TCR           | Comtoyou Racing                 |
| 17  | Travis Hill                     | Audi RS3 LMS TCR           | Comtoyou Racing                 |
| 18  | Aaron Cameron                   | Peugeot 308 TCR            | Aaron Cameron                   |
| 19  | Andreas Bäckman                 | Audi RS3 LMS TCR           | Comtoyou Racing                 |
| 20  | Teddy Clairet                   | Peugeot 308 TCR            | Teddy Clairet                   |
| 21  | Valters Zviedris                | Audi RS3 LMS TCR           | Team Latvia                     |
| 22  | Christopher Smiley              | Honda Civic Type R FK7 TCR | Christopher Smiley              |
| 23  | Didrik Esbjug                   | Honda Civic Type R FK7 TCR | Esbjug Motorsport & Engineering |
| 26  | Isidro Callejas                 | Cupra León Competición TCR | Motorsport Team Spain ES        |
| 29  | Ignacio Montenegro              | Honda Civic Type R FK7 TCR | ALM Motorsport                  |
| 30  | Pavlo Chabanov                  | Audi RS3 LMS TCR           | Volcano Motorsport              |
| 33  | Giacomo Ghermandi               | Cupra León Competición TCR | Lema Racing                     |
| 62  | Jack Young                      | Honda Civic Type R FK7 TCR | ALM Motorsport                  |
| 77  | Raphael Reis                    | Cupra León Competición TCR | Volcano Motorsport              |
| 101 | Sergio Lopez                    | Audi RS3 LMS TCR           | Auto Club RC2 Valles            |
| 133 | Tom Coronel                     | Audi RS3 LMS TCR           | Comtoyou Racing                 |

#### Course qualificative
| Pos. | no  | Pilote                          | Véhicule                   | Tours | Temps/Abandon                |
| ---- | --- | ------------------------------- | -------------------------- | ----- | ---------------------------- |
| 1    | 16  | Gilles Magnus                   | Audi RS3 LMS TCR           | 13    | 29 min 11 s 370 (155,8 km/h) |
| 2    | 133 | Tom Coronel                     | Audi RS3 LMS TCR           | 13    | + 6 s 212                    |
| 3    | 62  | Jack Young                      | Honda Civic Type R FK7 TCR | 13    | + 13 s 738                   |
| 4    | 20  | Teddy Clairet                   | Peugeot 308 TCR            | 13    | + 16 s 050                   |
| 5    | 29  | Ignacio Montenegro              | Honda Civic Type R FK7 TCR | 13    | + 17 s 762                   |
| 6    | 26  | Isidro Callejas                 | Cupra Leon Competicion TCR | 13    | + 19 s 855                   |
| 7    | 21  | Valters Zviedris                | Audi RS3 LMS TCR           | 13    | + 20 s 657                   |
| 8    | 3   | Andy Yan                        | Honda Civic Type R FK7 TCR | 13    | + 22 s 869                   |
| 9    | 2   | Gabriel Müller Agrelo Lusquiños | Cupra Leon Competicion TCR | 13    | + 24 s 111                   |
| 10   | 22  | Christopher Smiley              | Honda Civic Type R FK7 TCR | 13    | + 30 s 570                   |
| 11   | 101 | Sergio Lopez                    | Audi RS3 LMS TCR           | 13    | + 38 s 447                   |
| 12   | 18  | Aaron Cameron                   | Peugeot 308 TCR            | 13    | + 40 s 601                   |
| 13   | 23  | Didrik Esbjug                   | Honda Civic Type R FK7 TCR | 13    | + 41 s 946                   |
| 14   | 33  | Giacomo Ghermandi               | Cupra Leon Competicion TCR | 13    | + 45 s 101                   |
| Abd. | 19  | Andreas Bäckman                 | Audi RS3 LMS TCR           | 8     |                              |
| Abd. | 17  | Travis Hill                     | Audi RS3 LMS TCR           | 2     |                              |
| Abd. | 30  | Pavlo Chabanov                  | Audi RS3 LMS TCR           | 1     |                              |
| Abd. | 77  | Raphael Reis                    | Cupra Leon Competicion TCR | 0     |                              |

#### Course principale
| Pos.               | no  | Pilote                          | Véhicule                   | Tours | Temps/Abandon                |
| ------------------ | --- | ------------------------------- | -------------------------- | ----- | ---------------------------- |
| Médaille d'or      | 133 | Tom Coronel                     | Audi RS3 LMS TCR           | 15    | 33 min 49 s 063 (155,2 km/h) |
| Médaille d'argent  | 26  | Isidro Callejas                 | Cupra Leon Competicion TCR | 15    | + 4 s 967                    |
| Médaille de bronze | 62  | Jack Young                      | Honda Civic Type R FK7 TCR | 15    | + 6 s 188                    |
| 4                  | 29  | Ignacio Montenegro              | Honda Civic Type R FK7 TCR | 15    | + 14 s 303                   |
| 5                  | 21  | Valters Zviedris                | Audi RS3 LMS TCR           | 15    | + 14 s 303                   |
| 6                  | 19  | Andreas Bäckman                 | Audi RS3 LMS TCR           | 15    | + 16 s 725                   |
| 7                  | 3   | Andy Yan                        | Honda Civic Type R FK7 TCR | 15    | + 25 s 370                   |
| 8                  | 22  | Christopher Smiley              | Honda Civic Type R FK7 TCR | 15    | + 33 s 731                   |
| 9                  | 17  | Travis Hill                     | Audi RS3 LMS TCR           | 15    | + 34 s 374                   |
| 10                 | 101 | Sergio Lopez                    | Audi RS3 LMS TCR           | 15    | + 35 s 584                   |
| 11                 | 18  | Aaron Cameron                   | Peugeot 308 TCR            | 15    | + 36 s 298                   |
| 12                 | 2   | Gabriel Müller Agrelo Lusquiños | Cupra Leon Competicion TCR | 15    | + 37 s 290                   |
| 13                 | 23  | Didrik Esbjug                   | Honda Civic Type R FK7 TCR | 15    | + 45 s 587                   |
| 14                 | 30  | Pavlo Chabanov                  | Audi RS3 LMS TCR           | 15    | + 1 min 38 s 142             |
| 15                 | 77  | Raphael Reis                    | Cupra Leon Competicion TCR | 13    | + 2 tours                    |
| Abd.               | 20  | Teddy Clairet                   | Peugeot 308 TCR            | 10    |                              |
| Abd.               | 33  | Giacomo Ghermandi               | Cupra Leon Competicion TCR | 9     |                              |
| Abd.               | 16  | Gilles Magnus                   | Audi RS3 LMS TCR           | 1     |                              |